# Olúfẹ́mi O. Táíwò
Olúfẹ́mi O. Táíwò (* 1990 in Cincinnati, Ohio) ist ein US-amerikanischer Philosoph und Politikwissenschaftler. Er ist Associate Professor für Philosophie an der Georgetown University in Washington, D.C.

## Leben
Táíwò studierte an der Indiana University, Bloomington Philosophie und Politikwissenschaft und promovierte 2018 an der University of California, Los Angeles. Außerhalb seiner akademischen Arbeit veröffentlichte Táíwò unter anderem Artikel im Guardian, in The New Yorker und The New Republic.

## Forschung
Táíwòs Forschung baut auf der Black Radical Tradition und Konzepten wie Cedric J. Robinsons Black Marxism auf, verarbeitet aber auch die transzendentalen Ansätze im deutschen Idealismus und einzelne Positionen im logischen Empirismus.
Ein Schwerpunkt seiner Arbeit im Bereich der politischen Philosophie bildet der Schnittpunkt von Klimagerechtigkeit und Postkolonialismus, deren Verbindung er in der Studie Reconsidering Reparations darstellt.
Táíwò tritt für einen konstruktiven Umgang mit dem sog. Elite Capture, also eine zunehmende Konzentration der Verteilung von öffentlichen Ressourcen und Aufmerksamkeit, Policy sowie politischen Prozessen um die Interessen einer Gruppe mit höherem sozialem Status, ein. Dabei grenzt er sich insbesondere von Standpunkt-Theorie basierten Deference Politics ab, die sich darauf fokussieren, einzelnen Vertretern marginalisierter, exkludierter oder diskriminierter Gruppen eine Plattform zu bieten. Statt nur den Diskurs in bestehenden sozialen Ordnungen zu rekalibrieren, müsste auf bewusst Strukturwandel einleitende, materielle Ziele hingearbeitet werden.

## Veröffentlichungen
- Reconsidering Reparations. OUP, Oxford 2022, ISBN 978-0-19-750889-3.
- Elite Capture. How the Powerful Took Over Identity Politics (And Everything Else). Haymarket Books, Chicago 2022, ISBN 978-1-64259-688-5.